# Wilhelm Frisch
Wilhelm Frisch (* 29. März 1891 in Wemmetsweiler; † 20. Oktober 1940) war ein saarländischer Politiker (KPD).
Frisch verdiente seinen Lebensunterhalt zunächst als Hilfsarbeiter und Bergmann. 1913 zog man ihn zum Wehrdienst ein. Im Ersten Weltkrieg geriet er von 1915 bis 1918 in russische Gefangenschaft. Nach dem Krieg arbeitete er wieder als Bergmann in Lothringen.
Ab 1927 war er Mitglied der KPD. Er gehörte der KPD-Bezirksleitung Saar an und war saarländischer Bezirksleiter der Revolutionären Gewerkschafts-Opposition. Im Jahr 1932 wurde er in den letzten Landesrat des Saargebietes gewählt.
Wenige Monate nach der Saarabstimmung 1935 emigrierte Frisch wie viele Gegner der Wiedereingliederung nach Frankreich, wo er der KPD-Auslandsleitung Saar angehörte. Im August 1940 wurde Frisch in Frankreich festgenommen. Kurz darauf nahm er sich nach Folter durch die Gestapo das Leben.